# Subiecte de grupa a 5-a la Bacalaureatul Internațional
Subiectele din Grupa a 5-a: Matematică al Programului de Diplomă IB cuprind patru cursuri diferite de matematică. Pentru a obține o diplomă IB, un candidat trebuie să studieze unul dintre următoarele patru cursuri de matematică: Studii matematice SL (nivel standard), Matematică SL, Matematică HL (nivel înalt) sau Matematică suplimentară HL. Matematică suplimentară HL poate fi, de asemenea, studiat ca o materie în plus față de Matematică HL. Cursurile de informatică SL și HL, care au fost cursuri din grupa 5, reprezintă, din 2014, un curs complet în grupa a 4-a.

## Studii matematice SL

### Programă
Cursul de Studii Matematice SL „este conceput pentru a dezvolta  încrederea elevilor și pentru a-i încuraja să aprecieze matematica” și este realizat pentru elevii care nu doresc ca matematica să fie o parte majoră din studiile lor universitare. Curriculum-ul său cuprinde următoarele subiecte: 
- Numere și algebră
- Mulțimi, logică și probabilitate
- Funcții
- Geometrie și trigonometrie
- Statistici
- Introducere în calcul infinitezimal diferențial
- Matematică financiară

### Evaluare
Evaluarea internă pentru acest curs reprezintă 20% din nota finală și constă într-un proiect care este „o lucrare individuală care implică colectarea de informații sau generarea măsurătorilor”. Proiectul este destinat să dureze 20 de ore de curs din toată durata cursului.
Detaliile pentru cele două examene de evaluare externă, ambele care evaluează cunoștințele elevilor despre întreaga programă, sunt prezentate în tabelul de mai jos. 
| Examen                   | Limită de timp      | № și tipul de întrebări           | % din nota finală |
| ------------------------ | ------------------- | --------------------------------- | ----------------- |
| Lucrarea 1 (GDC necesar) | 1 oră, 30 de minute | 15 întrebări cu răspunsuri scurte | 40%               |
| Lucrarea 2 (GDC necesar) | 1 oră, 30 de minute | 5 întrebări cu răspunsuri extinse | 40%               |

## Matematică SL și HL

### Programa de bază pentru Matematică SL și HL
Matematica SL este destinată în primul rând elevilor care „se așteaptă să aibă nevoie de un fundament matematic solid, pregătindu-se pentru studii viitoare în domenii precum chimie și managementul afacerilor” iar curriculum-ul său este o mică parte din curriculum-ul Matematicii HL. Elevii care doresc o licență în inginerie optează de obicei pentru Matematica HL. Subiectele din următoarele domenii formează „curriculum-ul de bază” comun pentru ambele cursuri:
- Algebră
- Funcții și ecuații
- Funcții circulare și trigonometrie
- Vectori
- Statistici și probabilități
- Calcul infinitezimal

În Matematică SL, elevior li se oferă un minim de 140 de ore de instruire pe teme de bază.

### Cerințe suplimentare pentru Matematică HL
Matematica, în cadrul programului de diplomă IB, este una dintre materiile cu cea mai mare diferență în dificultate și analiză între programa SL și cea HL. Prin urmare, Matematica HL este destinată elevilor „cu o pregătire bună în matematică, care sunt competenți într-o gamă largă de abilități analitice și tehnice” și care anticipează că matematica va fi „o componentă majoră a studiilor lor universitare, fie ca subiect propriu-zis sau în cadrul unor domenii precum fizica, economia, ingineria și tehnologia”.  Prin urmare, elevii HL studiază subiectele de bază în profunzime mult mai mare decât elevii SL și pentru o perioadă minimă de 190 de ore de instruire, studiind cel puțin unul dintre următoarele subiecte opționale (denumite „opțiuni”)  pentru cel puțin 40 ore suplimentare de instruire:
- Statistici și probabilități suplimentare
- Mulțimi, relații și grupuri
- Calcul infinitezimal, denumit anterior Serii și ecuații diferențiale
- Matematică discretă

### Evaluare
În ambele cursuri, există o evaluare internă compusă dintr-o lucrare de cercetare matematică (anterior un portofoliu de două lucrări), care reprezintă 20% din nota finală a elevului. Proiectul ar trebui să dureze un total combinat de 10 ore din timpul total de curs pentru ambele niveluri de curs.
Tabelul de mai jos prezintă cerințele de evaluare externă pentru ambele cursuri: 
| Curs          | Examen                       | Limită de timp      | Descriere   | № și tipul de întrebări             | % din nota finală |
| ------------- | ---------------------------- | ------------------- | ----------- | ----------------------------------- | ----------------- |
| Matematică SL | Lucrarea 1 (fără calculator) | 1 oră, 30 de minute | Secțiunea A | ~ 7 întrebări cu răspunsuri scurte  | 40%               |
| Matematică SL | Lucrarea 1 (fără calculator) | 1 oră, 30 de minute | Secțiunea B | ~ 3 întrebări cu răspunsuri extinse | 40%               |
| Matematică SL | Lucrarea 2 (GDC necesar)     | 1 oră, 30 de minute | Secțiunea A | ~ 8 întrebări cu răspunsuri scurte  | 40%               |
| Matematică SL | Lucrarea 2 (GDC necesar)     | 1 oră, 30 de minute | Secțiunea B | ~ 3 întrebări cu răspunsuri extinse | 40%               |
| Matematică HL | Lucrarea 1 (fără calculator) | 2 ore               | Secțiunea A | ~ 8 întrebări cu răspunsuri scurte  | 30%               |
| Matematică HL | Lucrarea 1 (fără calculator) | 2 ore               | Secțiunea B | ~ 4 întrebări cu răspunsuri extinse | 30%               |
| Matematică HL | Hârtia 2 ( GDC necesar)      | 2 ore               | Secțiunea A | ~ 8 întrebări cu răspunsuri scurte  | 30%               |
| Matematică HL | Hârtia 2 ( GDC necesar)      | 2 ore               | Secțiunea B | ~ 4 întrebări cu răspunsuri extinse | 30%               |
| Matematică HL | Lucrarea 3 (GDC necesar)     | 1 oră               |             | ~ 5 întrebări cu răspunsuri extinse | 20%               |

În ambele cursuri, lucrarea 1 și lucrarea 2 testează elevii doar pe baza cunoștințelor lor despre subiectele de bază. În Matematică HL, lucrarea 3 testează elevii în mod special asupra cunoștințelor lor despre materialul din opțiunea selectată de școală. Începând cu examenele din mai 2008, școlile sunt obligate să înregistreze elevii pentru o anumită opțiune în avans, iar școala primește doar documentul de examinare pentru opțiunea înregistrată. Pentru ca un elev să primească punctaje complete pentru un răspuns la oricare dintre examenele Matematică SL sau HL, trebuie să fie scris și procesul de rezolvare al exercițiilor.

## Matematică suplimentară HL

### Programă
Cursul de Matematică suplimentară HL (SL înainte de 2014) este conceput pentru elevii cu un grad înalt de competență și interes în matematică și care „intenționează să studieze matematica la universitate, fie ca subiect în sine sau componentă a unui subiect conex” Elevii care urmează acest curs urmează de cele mai multe ori și Matematica HL, iar cunoașterea tuturor materialelor din curriculum-ul de bază al Matematicii HL este necesară, precum și cunoașterea a cel puțin uneia dintre cele patru opțiuni din Matematică HL. Curriculum-ul pentru Matematica suplimentară HL include toate subiectele din toate aceste patru opțiuni, pentru care sunt alocate 144 de ore de instruire, și subiecte suplimentare din geometrie și algebră liniară, pentru care sunt alocate 96 de ore de curs.  Nu există subiecte opționale în Matematică suplimentară HL.

### Evaluare
Nu există o evaluare internă pentru acest curs. Un rezumat al examenelor de evaluare externe necesare, ambele care evaluează cunoștințele elevilor despre întregul curriculum, este prezentat în tabelul de mai jos. 
| Examen                   | Limita  | Tip de întrebări                | % din nota finală |
| ------------------------ | ------- | ------------------------------- | ----------------- |
| Lucrarea 1 (GDC necesar) | 2,5 ore | Răspunsuri scurte               | 50%               |
| Lucrarea 2 (GDC necesar) | 2,5 ore | Întrebări cu răspunsuri extinse | 50%               |

## Informatică SL și HL
Informatica nu mai este, din 2014, un curs din grupa a 5-a, ci un curs complet din grupa a 4-a și are o programă actualizată și o schemă de evaluare nouă. Programa nu se mai concentrează acum pe construirea programelor în Java, ci pe „gândirea algoritmică”, care se află acum în centrul cursului.

## Utilizarea calculatoarelor la evaluările externe ale matematicii IB
Elevilor le este permis și recomandat să utilizeze un calculator cu afișaj grafic (GDC) pentru unele sau toate examenele de matematică IB, în funcție de cursul pe care elevul îl urmează. Ținând cont din nou că calculatoarele nu sunt permise în lucrarea 1 pentru Matematică SL și HL, IB oferă următoarele îndrumări cu privire la funcționalitatea GDC necesară în examenele de matematică: 
 "Un GDC cu următoarele funcționalități minime este necesar pentru toate celelalte lucrări: 
- desenează grafice cu o fereastră de vizualizare
- rezolvă numeric ecuațiile
- adună, înmulțește și găsește matrice inverse
- găsește un derivat numeric al unui punct
- găsește o integrală definită numeric
- găsiți valorile p (nu este necesar pentru Matematică SL).

 Examinatorii vor pune întrebări presupunând că toți candidații au un GDC cu funcționalitățile minime enumerate aici. Candidații care folosesc doar calculatoare cu patru funcții sau științifice sau un GDC mai puțin capabil vor fi dezavantajați." 
 Toate celelalte tipuri de calculatoare (cum ar fi cele găsite pe telefoane, ceasuri sau PDA-uri sau cele echipate cu un sistem de algebră computerizată (CAS)) sunt interzise în examenele IB. Pentru a fi aprobat pentru utilizarea în cadrul examenelor IB, un GDC trebuie să aibă memoria sa ștearsă și toate programele și aplicațiile scrise/descărcate de utilizator trebuie să fie eliminate (cu excepția unui număr limitat de aplicații specific aprobate). Lista de aplicații aprobate constă, în principal, în sprijinul limbii materne pentru utilizatorii care nu sunt vorbitori de limbă engleză, împreună cu un număr mic de aplicații suplimentare.
Modelele recomandate includ familiile de produse TI-83 Plus/TI-84 plus și alte 11 calculatoare non-CAS Casio GDC, precum și cele non-CAS TI-Nspire fie cu plăcuță TI-84, fie cu plăcuță Nspire configurată conform descrierii de mai jos. 
În timp ce TI-Nspire cu plăcuța Nspire a fost inițial interzis, a fost ulterior autorizat, cu condiția ca GDC-ul (non-CAS) să fie echipat cu versiunea 1.3 a software-ului de operare, care are activat modul „Press-to-Test” (cu opțiunea „limitarea funcțiilor de geometrie” activată), iar LED-ul verde să clipească. (Un anunț care a reflectat această schimbare a fost postat pe Centrul de Curriculum Online Arhivat în 3 iunie 2017, la Wayback Machine. al IB Arhivat în 3 iunie 2017, la Wayback Machine. pe 15 septembrie 2008.)